# Viven
Viven ist eine Gemeinde mit 175 Einwohnern (Stand: 1. Januar 2022) im Département Pyrénées-Atlantiques in Frankreich. Sie gehört zum Kanton Terres des Luys et Coteaux du Vic-Bilh und zum Arrondissement Pau. 
Nachbargemeinden sind Auga im Norden, Thèze im Nordosten, Auriac im Osten, Argelos im Südosten, Doumy im Süden sowie Séby im Westen und Nordwesten.

## Bevölkerungsentwicklung
| Jahr      | 1962 | 1968 | 1975 | 1982 | 1990 | 1999 | 2008 | 2014 |
| --------- | ---- | ---- | ---- | ---- | ---- | ---- | ---- | ---- |
| Einwohner | 141  | 103  | 118  | 124  | 166  | 156  | 170  | 184  |

## Sehenswürdigkeiten
- Schloss von Viven
- Kriegerdenkmal